# NGC 4808
NGC 4808 (другие обозначения — UGC 8054, MCG 1-33-28, ZWG 43.71, IRAS12532+0434, PGC 44086) — спиральная галактика (Sc) в созвездии Девы.
Имеет протяжённую оболочку из нейтрального атомарного водорода. В диске повсюду наблюдается сильное звездообразование, распределённое асимметрично, по отдельным областям. Свойства газа в галактике сходны с таковыми у NGC 4713, а свойства радиоизлучения — с NGC 4532.
Этот объект входит в число перечисленных в оригинальной редакции «Нового общего каталога».